# Islandia na Mistrzostwach Europy w Lekkoatletyce 2016
Islandia na Mistrzostwach Europy w Lekkoatletyce 2016 – reprezentacja Islandii podczas Mistrzostw Europy w Amsterdamie liczyła 5 zawodników (1 mężczyznę i 4 kobiety).

## Występy reprezentantów Islandii

### Mężczyźni

#### Konkurencje techniczne
| Zawodnik             | Konkurencja  | Eliminacje | Eliminacje | Finał    | Finał   |
| Zawodnik             | Konkurencja  | Rezultat   | Pozycja    | Rezultat | Pozycja |
| -------------------- | ------------ | ---------- | ---------- | -------- | ------- |
| Guðni Valur Guðnason | Rzut dyskiem | 61.20      | 22.        | NQ       | NQ      |

### Kobiety

#### Konkurencje biegowe
| Zawodniczka                  | Konkurencja                | Eliminacje | Eliminacje | Półfinał | Półfinał | Finał    | Finał |
| Zawodniczka                  | Konkurencja                | Rezultat   | Poz.       | Rezultat | Poz.     | Rezultat | Poz.  |
| ---------------------------- | -------------------------- | ---------- | ---------- | -------- | -------- | -------- | ----- |
| Aníta Hinriksdóttir          | Bieg na 800 m              | 2:02.44    | 4. Q       | 2:01.41  | 4. q     | 2:02.55  | 8.    |
| Arna Stefanía Gudmundsdóttir | Bieg na 400 m przez płotki | 57.14      | 7. Q       | 57.24    | 18.      | NQ       | NQ    |

#### Konkurencje techniczne
| Zawodniczka            | Konkurencja    | Eliminacje | Eliminacje | Finał    | Finał   |
| Zawodniczka            | Konkurencja    | Rezultat   | Pozycja    | Rezultat | Pozycja |
| ---------------------- | -------------- | ---------- | ---------- | -------- | ------- |
| Hafdís Sigurdjardóttir | Skok w dal     | 6.35       | 15.        | NQ       | NQ      |
| Ásdís Hjálmsdóttir     | Rzut oszczepem | 58.83 q    | 10.        | 60.37    | 8.      |